# Гастроентеростомія
Гастроентеростомія (з лат. gastroenterostomia) — хірургічна операція з накладення шлунково-кишкового співустя. Сутність цієї операції полягає у створенні сполучення між шлунком і тонким кишечником для проходження їжі зі шлунку в тонкі кишки, минаючи воротаря (pylorus) і дванадцятипалу кишку. Вперше операція була проведена в 1881 р. віденським хірургом Антоном Вельфлером, як припускають, за ідеєю Ніколадоні.

## Застосування
Станом на 2024 рік гастроентеростомію для лікування виразки шлунка як самостійну операцію майже не застосовують, адже вона є неефективною і пов'язана з низкою ускладнень: виникнення пептичної виразки, симптом петлі. Абсолютним показанням є іноперабельний рак пілоричного відділу шлунка, рубцеве звуження воротаря (пілоростеноз) за наявності протипоказань до резекції шлунка через поганий загальний стан хворого та непереборні технічні труднощі до її виконання.
Гастроентеростомія може бути показана при виразках шлунка і дванадцятипалої кишки, їх пухлинах, як «дренувальна операція». Зміст у тому щоб усунути один з основних симптомів — затримку шлункового вмісту (що виникає наприклад, внаслідок стійкого рефлекторного спазму воротаря). У рідких випадках, поєднана з ваготомією (що знижує шлункову секрецію) вона іноді застосовуєтьсяяк органозберігальна, щадна операція при виразці шлунка та дванадцятипалої кишки.